# ترافيس هال
ترافيس هال (بالإنجليزية: Travis Hall)‏ هو لاعب كرة قدم أمريكية أمريكي، ولد في 3 أغسطس 1972 في سولدوتنا في الولايات المتحدة.

## وصلات خارجية
- ترافيس هال على موقع مرجع كرة القدم المحترفة.كوم (الإنجليزية)